# Petrocosmea martinii
Petrocosmea martinii är en tvåhjärtbladig växtart som beskrevs och fick sitt nu gällande namn av Augustin Abel Hector Léveillé. Petrocosmea martinii ingår i släktet Petrocosmea och familjen Gesneriaceae.

## Underarter
Arten delas in i följande underarter:
- P. m. leiandra
- P. m. martinii